# Pangua (canton)
Pangua est un canton d'Équateur situé dans la province de Cotopaxi.